# Papamobile
Papamobile (wł. papa – papież, [auto]mobile – samochód) – nazwa pojazdu papieża, używanego do oficjalnych przejazdów, zazwyczaj na krótkich trasach.

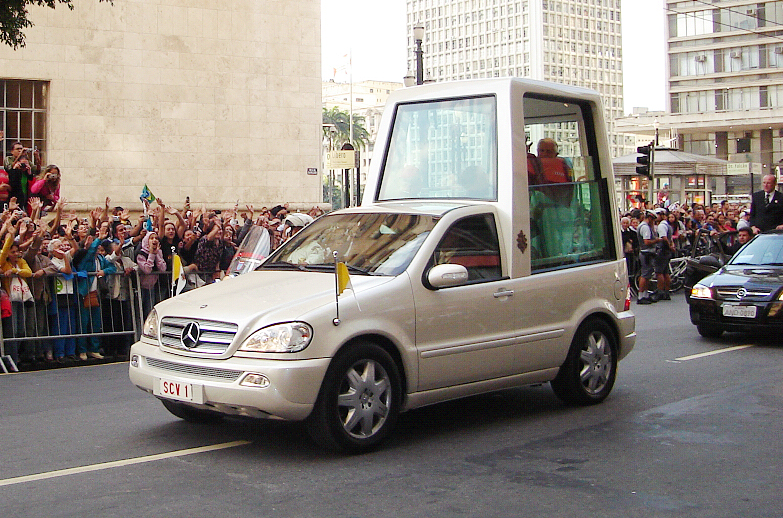
Papież Benedykt XVI w papamobile marki Mercedes-Benz w São Paulo w Brazylii w 2007

Obecnie forma papieskiego samochodu zbliżona jest do zwykłego samochodu typu pick-up z tylną przeszkloną częścią w kształcie sześcianu. Konstrukcję auta specjalnie wzmocniono (nadwozie, silnik), a część tylną, w której podczas przejazdu przebywa papież, dodatkowo opancerzono (od czasu zamachu na papieża Jana Pawła II z dnia 13 maja 1981). Jednak papież Franciszek zrezygnował z opancerzeń.
Numer rejestracyjny:
Samochody papieskie oznaczane są kodem samochodowym – SCV (Stato della Citta del Vaticano). Obecnie numer rejestracyjny papamobile to SCV 1. W przeszłości auta oznaczano SCV 6 i SCV 7 (dwa Mercedesy GE230 używane zamiennie, na trasach pielgrzymek papieża Jana Pawła II).

## Historia

### PontyfikatPiusa X
Pierwszym papamobilem w 1909 została limuzyna Italia 20/30 otrzymana w prezencie.

### PontyfikatPiusa XI
W 1929 papież otrzymał aż pięć aut: specjalnie skonstruowanego Fiata 525M, Isotta Fraschini typ 8A, Bianchi 15, Bianchi 20 oraz z USA Graham-Paige 837.
W 1930 papież Pius XI otrzymał w darze samochód Citroëna – C6 "Lictoria Six". W tym samym roku papież Pius XI otrzymał od koncernu Mercedes-Benz nieopancerzoną, ośmiocylindrową limuzynę Nürburg 460 wyposażoną w silnik 4,6 litra o mocy ok. 80 KM. Auto obecnie wystawiane jest w muzeum watykańskim.

### PontyfikatJana XXIII
W 1960 papież Jan XXIII otrzymał specjalnego Mercedesa 300d Landaulet o nadwoziu Landaulet.

### PontyfikatPawła VI
Paweł VI podczas swojej wizyty w USA w 1961 podróżował prezydenckim Lincolnem Continentalem.
W 1965 ofiarowano papieżowi Mercedesa 600 z długim rozstawem osi, który obecnie wystawiony jest w Muzeum Mercedesa w Stuttgarcie. Rok później do papieża trafił Mercedes-Benz 300 SEL.

### PontyfikatJana Pawła II

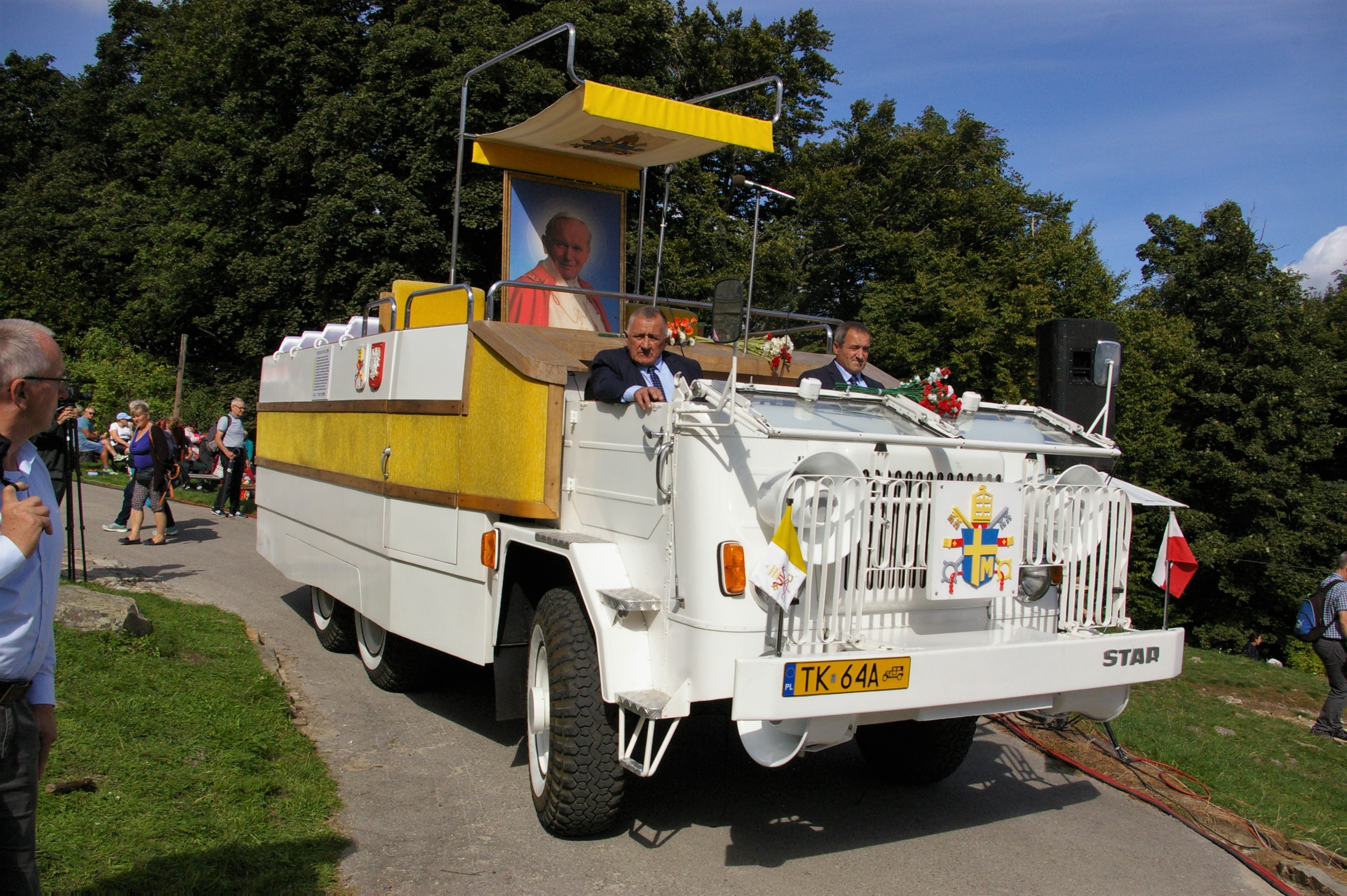
Samochód papieski JP2 -rekonstrukcja, Święty Krzyż, 14 września 2019

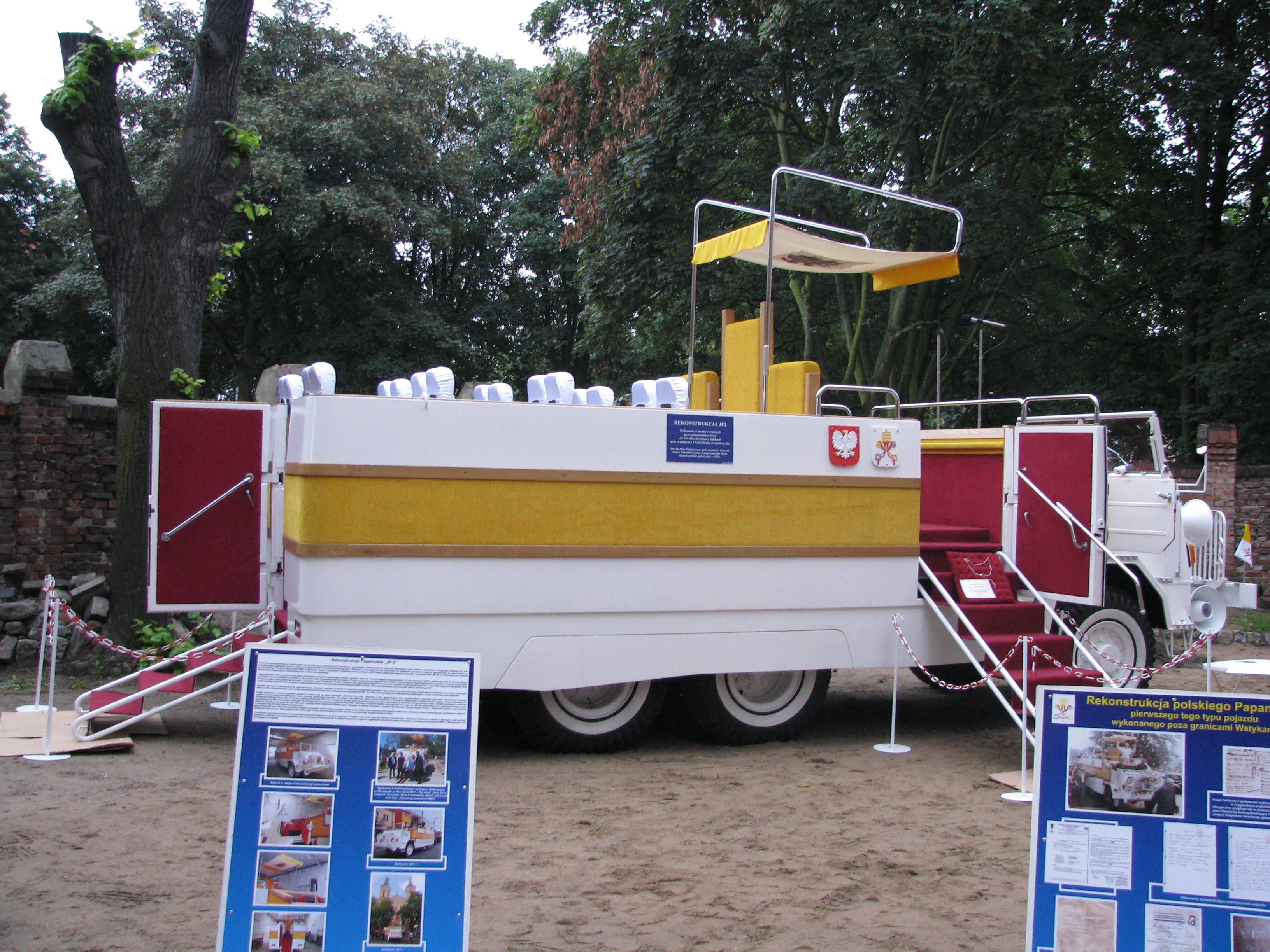
Rekonstrukcja polskiego papamobile na bazie samochodu ciężarowego Star

Papież Jan Paweł II podczas I pielgrzymki do Polski w 1979 poruszał się m.in. pojazdem zbudowanym w Fabryce Samochodów Ciężarowych w Starachowicach na bazie ciężarówki marki Star zaprojektowanym na życzenie papieża, który chciał podczas I podróży Apostolskiej do Polski podróżować samochodem krajowym. Zabudowa została zaprojektowana przez artystę plastyka – Zbigniewa Gonciarza (pomalowany na biało-żółto odkryty pojazd niezwłocznie rozebrany po wyjeździe papieża). Auto oparte na podwoziu Stara 660 Papamobile Star 660 wyposażono w skrzynię biegów marki Steyr oraz reduktor umożliwiający płynną jazdę z niewielką prędkością, a także w duży zbiornik zamontowany pod podwoziem oraz systemem nagłośnieniowym marki Rawar z amatorską konstrukcją akumulatorową. Drugim autem, którym poruszał się papież w czasie swojej I podróży (m.in. do Kalwarii Zebrzydowskiej), specjalnie przebudowanym – z otwartym dachem – był samochód Fiat 130, który obecnie można oglądać w przyklasztornym muzeum w Niepokalanowie.
Najdłużej używanym przez papieża samochodem był zmodyfikowany Fiat Campagnola, którego dziś można oglądać w Muzeum w Watykanie. Jan Paweł II używał go praktycznie podczas całego swojego pontyfikatu, zamiennie z nowszymi konstrukcjami, tj. Mercedes-Benz 230 GE (1980) oraz 230 GE (1982) oraz Land Rover Defender. 13 maja 1981 podczas papieskiej audiencji, w czasie której dokonano zamachu na papieża, używano Fiata Campagnola.
W 1985 papież otrzymał opancerzonego Mercedesa 500 SEL.
W 2000 z okazji Wielkiego Jubileuszu Roku 2000, papież otrzymał od koncernu Fiat unikatowy model Lancii Giubileo (prototyp Lancii Thesis) wyposażony w podnoszony dach.
Funkcję ostatniego papamobile pełnił pojazd Mercedes-Benz ML 430, specjalnie przygotowany do tego celu przez producenta, oparty na I generacji. Auto posiadało specjalną kuloodporną szybę, klimatyzowaną kabinę papieża oraz m.in. wzmocnioną konstrukcję silnika o mocy 272 KM i pojemności 4,3 litra, która w razie potrzeby pozwoliłaby na osiągnięcie prędkości 170 km/h. Auto przekazano papieżowi Janowi Pawłowi II 6 czerwca 2002 przez oficjalną delegację dyrekcji oraz pracowników koncernu DaimlerChrysler (właściciela marki Mercedes-Benz). Pierwszy raz pojazdu użyto podczas pielgrzymki do Toronto na XVII Światowe Dni Młodzieży.
Pierwszą świecką głową państwa, która wraz z papieżem jechała w papamobile był prezydent Polski – Aleksander Kwaśniewski.
Podczas zagranicznych wizyt papież korzystał także z aut rządowych oraz specjalnie budowanych konstrukcji na wizyty w poszczególnych krajach: m.in. podczas wizyty w Meksyku w 1999 specjalnym pojazdem na bazie Cadillaca de Ville oraz podczas wizyty w Irlandii specjalną wersją Forda Transita, podczas wizyty w 1982 w Hiszpanii specjalnym Seatem Panda, podczas podróży do Wielkiej Brytanii w 1982 specjalną ciężarówką Leyland oraz dwoma opancerzonymi Range Roverami, a podczas podróży do Francji specjalnie przystosowanym Peugeotem 504, który obecnie oglądać można w Peugeot Museum w Sochaux. W 1984 w Kanadzie oraz w 1998 na Kubie papież podróżował GMC Sierra. Podczas pielgrzymki do Portugalii papież korzystał z UMM Alter II, a na Filipinach miejscowym FMC – Francisco Motors.
Papież podróżował także w 1988 w Modenie czerwonym kabrioletem Ferrari, prowadzonym przez syna założyciela marki – Enzo Ferrari, a także m.in. BMW serii 5, BMW E23 (auto będące własnością papieża), Warszawą M-20, Fiatem 125p, Meleksem, Toyotą Land Cruiser, Volkswagenem Garbusem II. Wiele z tych aut znajduje się w Muzeach Watykańskich.

### PontyfikatBenedykta XVI
21 kwietnia 2005 w trzy dni po wyborze na papieża niemieckiego kardynała, rzecznik niemieckiego koncernu Volkswagen ogłosił, że koncern jest gotowy wyprodukować nowe papamobile. Przekazanie limuzyny miało odbyć się w sierpniu 2005 podczas Światowych Dni Młodzieży w Kolonii. Jednak przekazanie to na prośbę papieża nie miało miejsca.
W 2006 papież otrzymał od koncernu Volkswagena opancerzoną limuzynę Volkswagen Phaeton z 12-cylindrowym silnikiem o mocy 450 KM. Rok później niemiecki producent samochodów Mercedes-Benz ofiarował papieżowi najnowszego Mercedesa klasy G w wersji cabrio z elektrycznie wysuwaną kuloodporną przednią szybą.
We wrześniu 2012 Watykan wzbogacił się o dwa nowe papamobile marki Renault na bazie Renault Kangoo w wersji elektrycznej, które są podstawowym środkiem transportu papieża i jego ochroniarzy w okolicy papieskiej rezydencji w Castel Gandolfo. Auta napędzają silniki o mocy ok. 60 KM, które rozpędzają pojazd do ok. 130 km/h. Na pełnym ładowaniu akumulatorów są w stanie przejechać 160 km.
8 grudnia 2012 papież Benedykt XVI otrzymał w darze od prezesa niemieckiej firmy Mercedes-Benz dwa nowe papamobile w tradycyjnym kolorze perłowej bieli. Jest to specjalny Mercedes ML oparty na III generacji auta z powiększoną kopułą, do której papież ma ułatwiony dostęp. Większa powierzchnia kuloodpornych szyb oraz podświetlenie dachu pozwala na dokładniejsze dostrzeżenie papieża przez wiernych. Tron papieski obszyto białą skórą. Podświetlenie dachu dostępne w różnych iluminacjach świetlnych zasilane jest ogniwami słonecznymi poprzez baterie słoneczne umieszczone na dachu pojazdu.
Papież w swoich garażach w Muzeach Watykańskich posiada m.in. BMW X5. Podczas podróży apostolskich do innych państw papież korzystał m.in. z BMW serii 7 w czasie podróży do Polski w 2006. Przed wyborem na papieża podróżował IV generacją Volkswagena Golfa.

### PontyfikatFranciszka
Papież Franciszek poruszał się papamobile, tymi samymi co jego poprzednik. Podczas rozpoczęcia inauguracji pontyfikatu korzystał z Mercedesa klasy G ofiarowanego w 2007 papieżowi Benedyktowi XVI. Auto zostało pozbawione wysuwanej kuloodpornej szyby, by papież mógł mieć bliższy kontakt z wiernymi. Po Watykanie porusza się pieszo, a poza nim Volkswagenem należącym do żandarmerii watykańskiej oraz Fordem Focusem II generacji. Podczas swojej pierwszej zagranicznej pielgrzymki na Światowe Dni Młodzieży 2013 w Rio de Janeiro papież przywitał tłum w Fiacie Idea z 2013. W 2013 papież otrzymał w darze od włoskiego księdza Renzo Zocca Renault 4 z 1984 z przebiegiem ponad 305 tys. km.
W czerwcu 2015 papież Franciszek po raz pierwszy pojawił się w nowym pojeździe Hyundai Santa Fe, który od cywilnej wersji pojazdu różni się jedynie odciętym dachem. Samochód pozbawiony został wszystkich elementów kuloodpornych.

## Tabor papieski
Tabor specjalnie skonstruowanych papieskich aut znajdujących się na terenie Państwa Watykańskiego jest duża. Auta rozpoczęto składować na polecenie papieża Pawła VI. Począwszy od kabrioletów, sedanów, limuzyn, a skończywszy na SUVach. Obecnie na terenie Watykanu znajdują się m.in. specjalne wersje Forda Focusa II, Range Rovera, Volvo XC90, BMW X5, Mercedesy klasy S, Lancia Thesis, Volkswagen Phaeton, Renault Kangoo.
Auta będące kiedyś we flocie głów Stolicy Apostolskiej, a obecnie w posiadaniu Muzeów Watykańskich zwiedzać można od poniedziałku do piątku w godz. od 9.00 do 17.00 oraz w soboty i niedzielę od godz. 9.00 do 14.00.

## Galeria papamobile

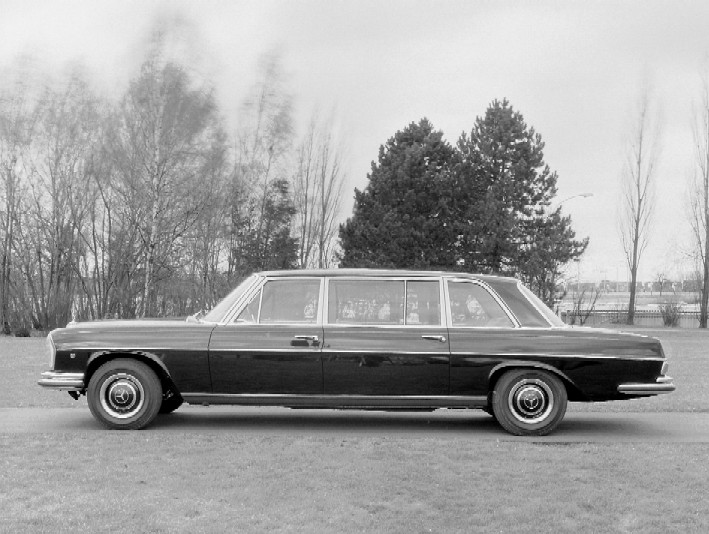
Papieski Mercedes-Benz 300 SEL
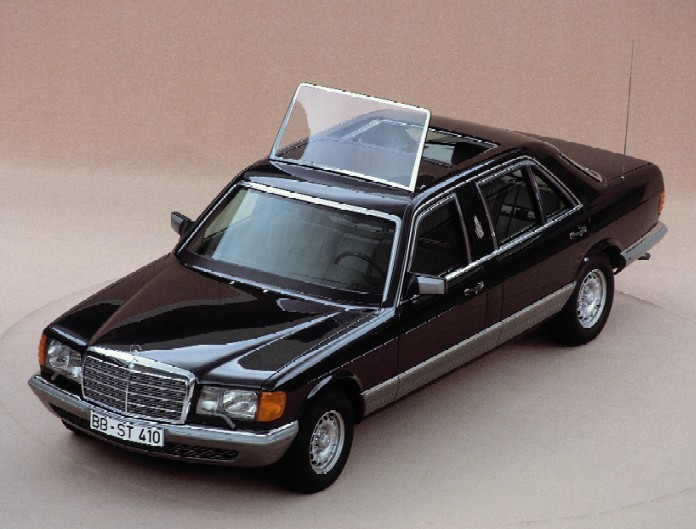
Papieski Mercedes-Benz 500 SEL
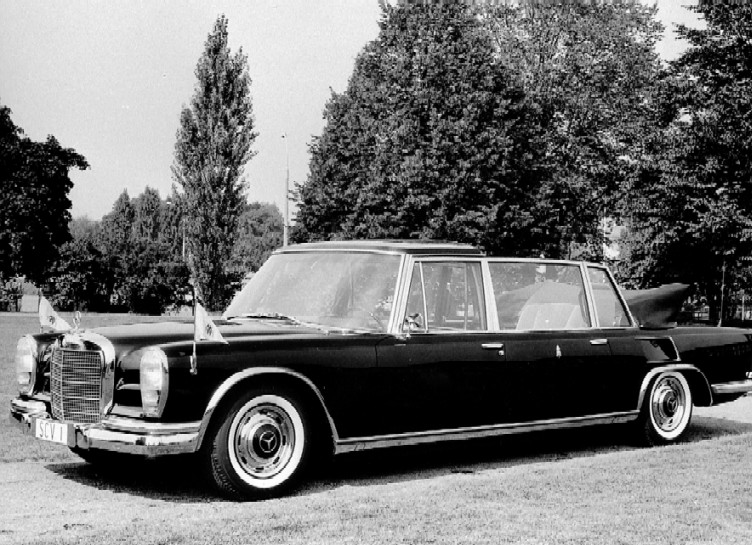
Papieski Mercedes-Benz 600
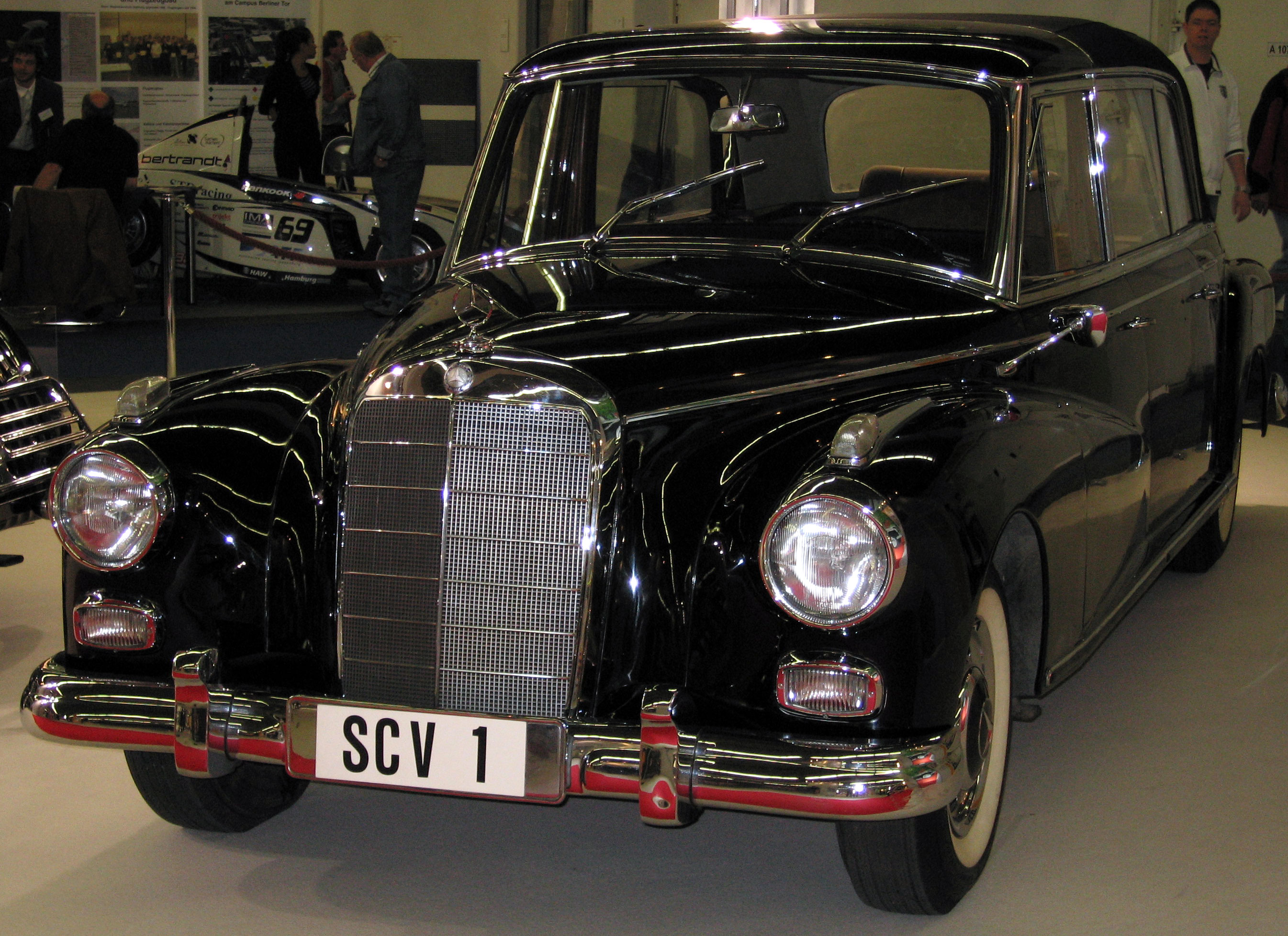
Papieski Mercedes-Benz Typ 300
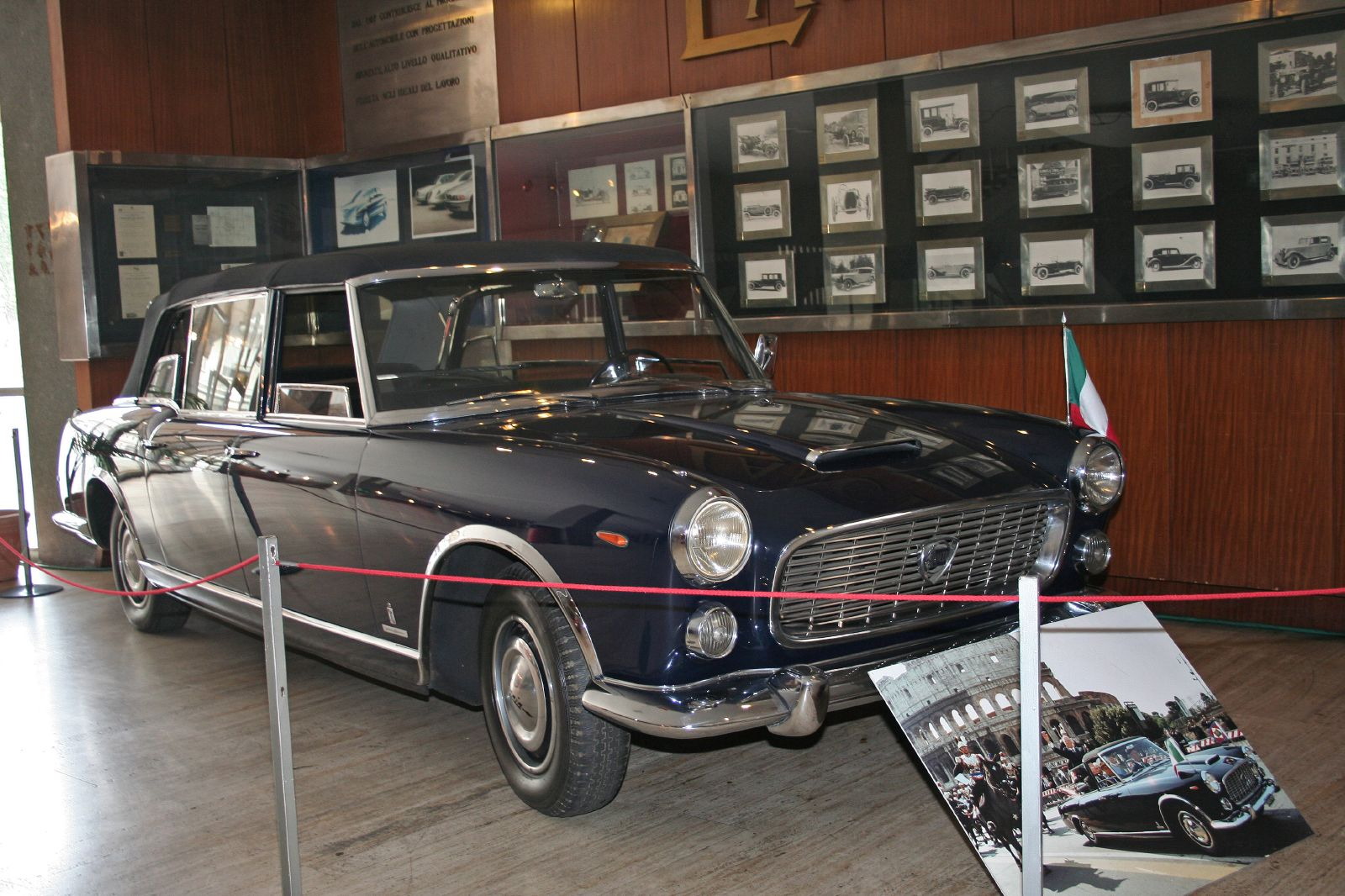
Papieska włoska limuzyna Lancia
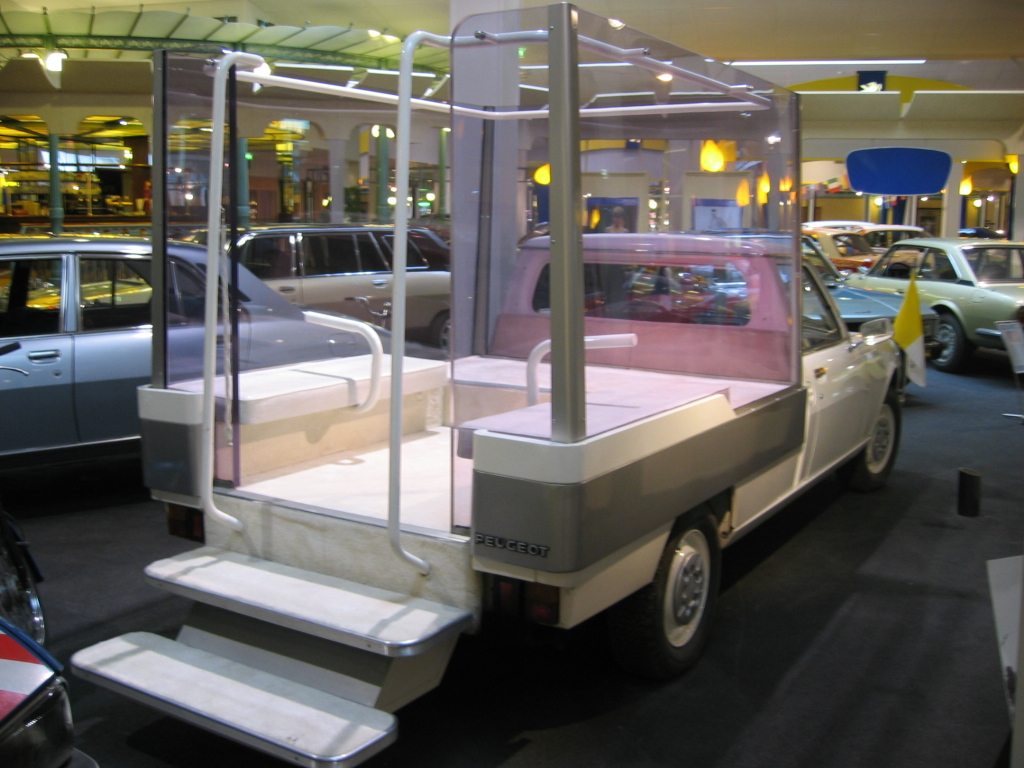
Papieski Peugeot 504
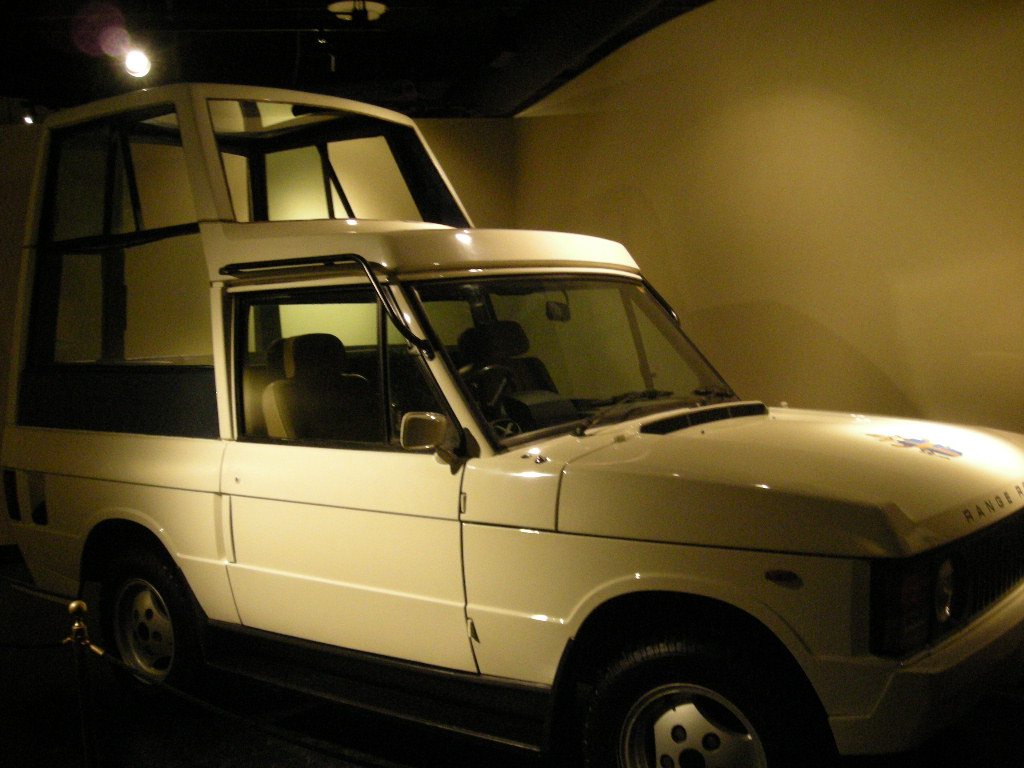
Papieski Range Rover
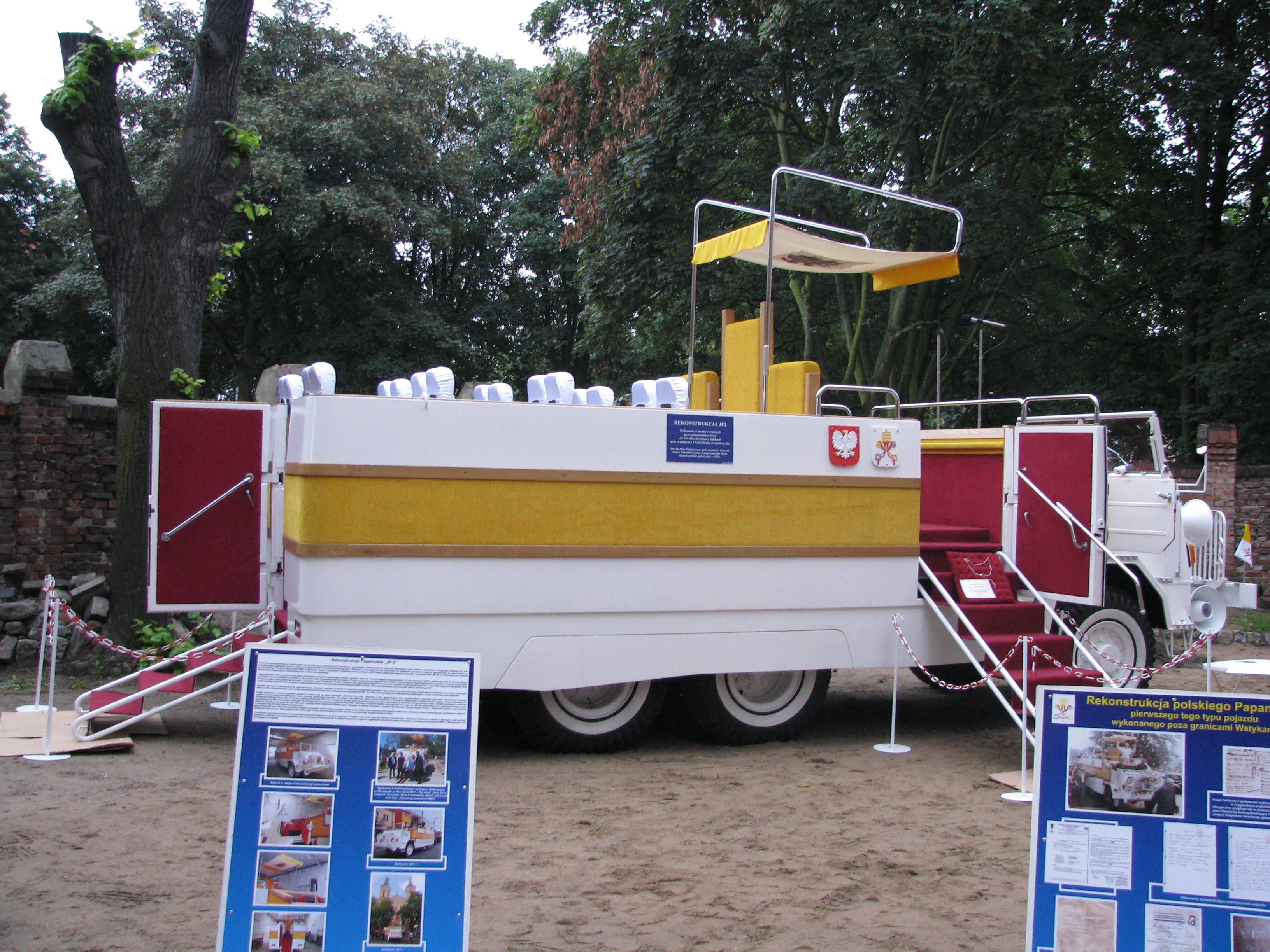
Rekonstrukcja papieskiego Star 660
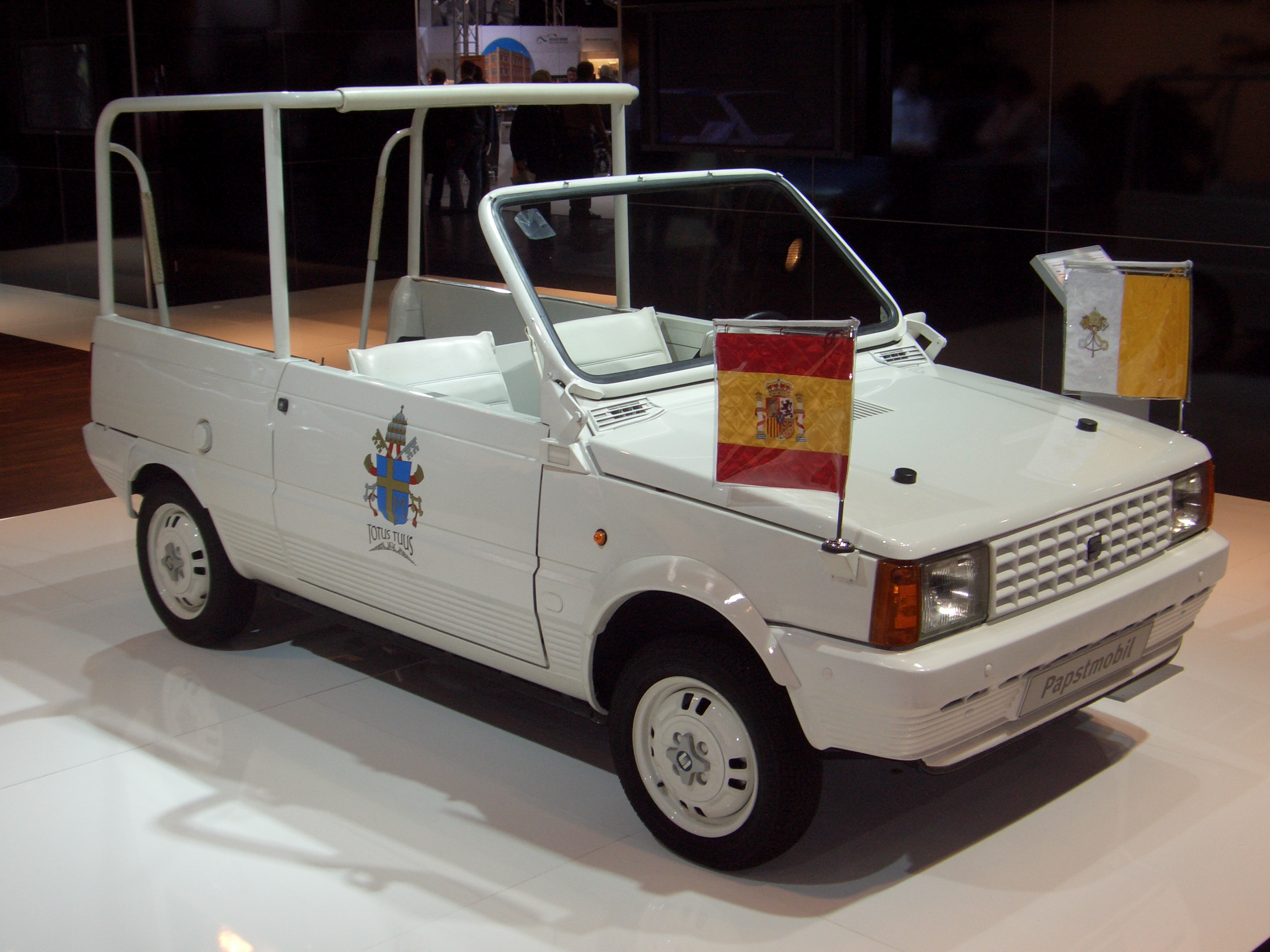
Papieski SEAT Panda
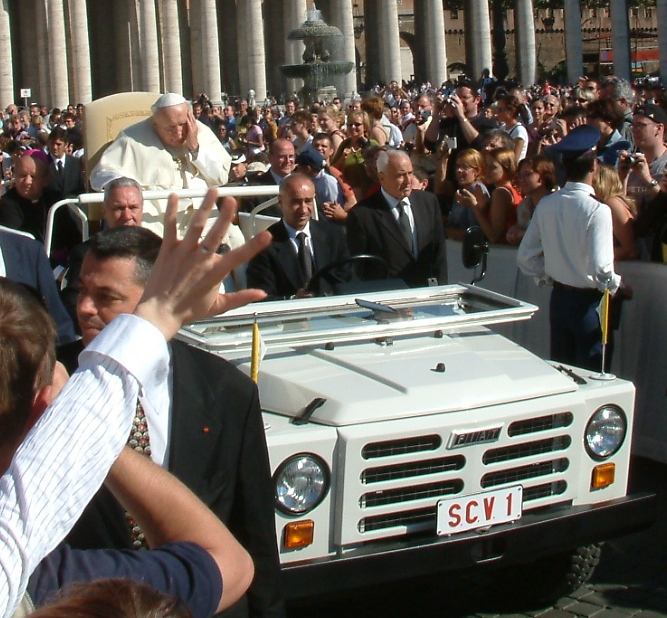
Papieski Fiat Campagnola
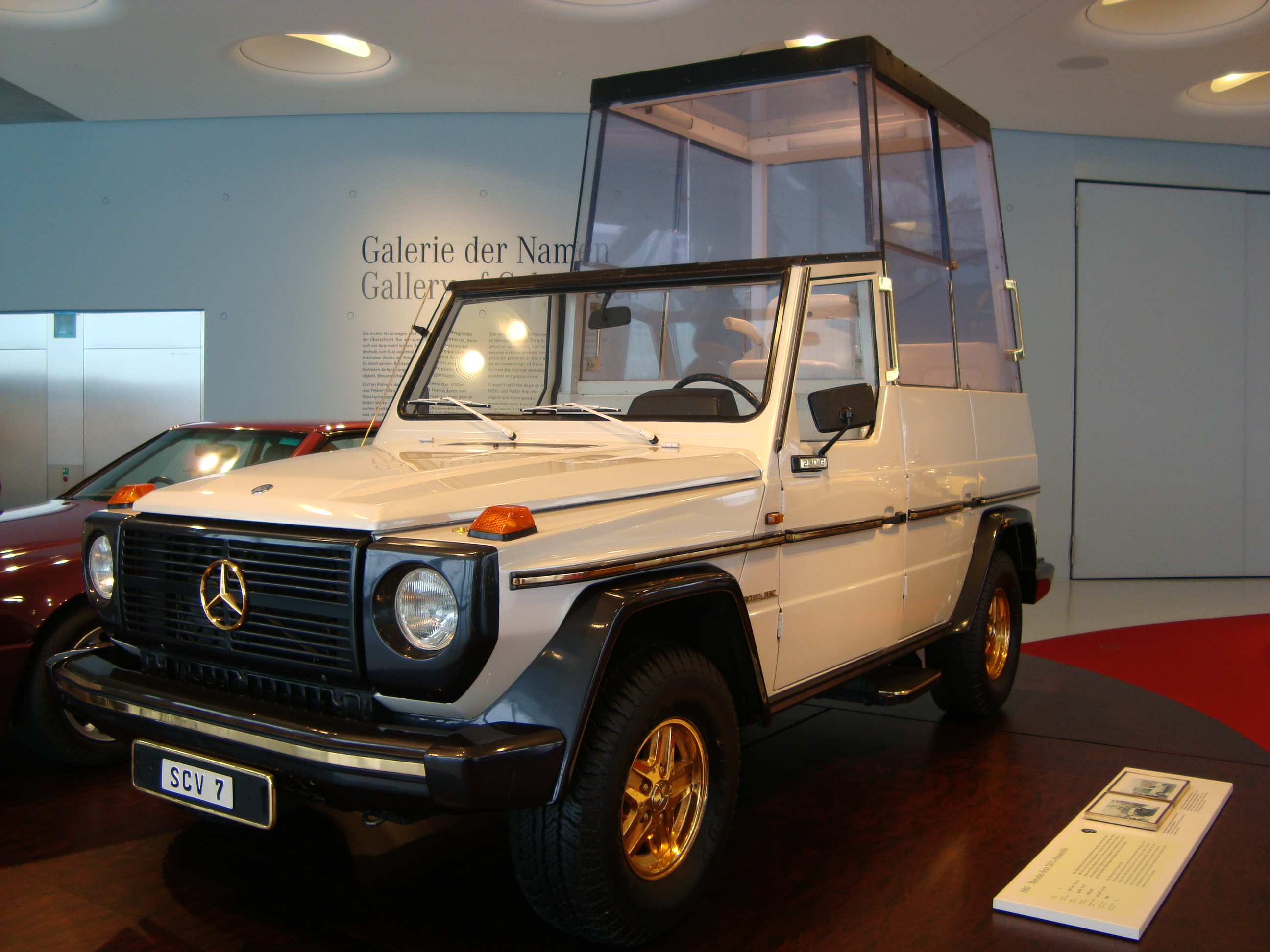
Papieski Mercedes-Benz G230